# La Figuera
La Figuera est une commune de la province de Tarragone, en Catalogne, en Espagne, de la comarque de Priorat.